# Estrómulo

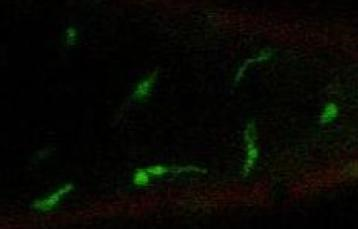
Imagen de microscopía de fluorescencia de una célula de la epidermis de cebolla transformada con GFP, que se introdujo en los plástidos a través de un péptido de tránsito. Se ven claramente varios estrómulos.

Los estrómulos son estructuras membranosas presentes en los plastidios. Son raros de observar en cloroplastos, aunque son bastante frecuentes en otros plastidios. Se trata de evaginaciones o protrusiones de la membrana externa plastidial. Son estructuras muy dinámicas que hasta hace poco se tendía a pensar que eran artefactos de los microscopios pero que hoy se tiene cierta certeza científica de que tienen una función clave en el intercambio de sustancias entre el cloroplasto y el citoplasma, aumentando la superficie de Intercambio del cloroplasto. Algunas veces conectan plastidios entre sí, formando una unidad plastidial con un intercambio fluido de sustancias (incluida la enzima RuBisCO, que cataliza el Ciclo de Calvin) entre ellos. No obstante, no es lo más común. Suelen tener un diámetro (Ø) de unos 0,35μm – 0,85μm y una longitud muy variable, pudiendo alcanzar los 220μm. Estas estructuras se encuentran de manera más abundante en leucoplastos.